# Фокин, Валентин Васильевич
Валентин Васильевич Фокин (1931—2005) — советский и российский инженер-электрик, ректор (1988—2001) Ижевской государственной сельскохозяйственной академией (ИжГСХА). Автор более 120 научных работ, трёх учебных пособий, двух монографий, 19 свидетельств на изобретения, трёх патентов, являлся академиком Академии наук Удмуртской Республики, Российской инженерной академии, Международной славянской академии, Академии проблем качества и Международной академии аграрного образования, а также специалистом в области электрификации сельского хозяйства, изобретателем, участником ВДНХ СССР, основателем подготовки инженеров-электриков Удмуртской Республики. Входил в состав комиссии по Красной книге Удмуртской Республики и был членом Инженерной академии Удмуртской Республики.

## Биография
Родился 11 ноября 1931 года в деревне Конаниха Сокольского района Вологодской области, в крестьянской семье. В 1935 году семья Фокиных переехала на станцию Харовскую той же области, затем около года семья жила на станции Пундуга и снова вернулись на Харовскую. В 1939 году Валентин Фокин пошёл в первый класс Харовской школы № 2 работавшую при лесозаводе № 45. В 1941 году после ухода отца на фронт, пришлось остаться в семье за старшего из мужчин.
Окончив Харовскую школу № 2, в 1946 году продолжил образование поступив в восьмой класс Харовской средней школы № 1, которую благополучно окончил в 1949 году. В этот же год едет в Ленинград где успешно сдав все экзамены, поступает учиться в Ленинградский институт механизации и электрификации сельского хозяйства (в другом источнике Ленинградский институт механизации сельского хозяйства (ЛИМСХ)), по специальности инженера-электрика (сейчас в городе Пушкин, Пушкинский район Санкт-Петербурга). Во время учёбы (с третьего курса, секретарь комсомольской организации факультета) получал стипендии имени XV-летия ВЛКСМ и сталинскую.
В 1954 году окончил ЛИМЭСХ (ПИМСХ), получил при этом диплом с отличием по специальности «Электрификация процессов сельскохозяйственного производства». После окончания института был рекомендован для поступления в аспирантуру. В 1954 году он поступил и был зачислен аспирантом в Ленинградский сельскохозяйственный институт (ЛСХИ) по специализации «Применение электрической энергии в сельском хозяйстве». В этом же году В. Фокин был избран секретарем бюро ВЛКСМ инженерного факультета ЛСХИ, заместителем секретаря комитета ВЛКСМ ЛСХИ, членом Пленума Пушкинского РК ВЛКСМ. Обязанности по выборным должностям выполнял до ноября 1955 года.
В октябре 1955 года был принят кандидатом в члены КПСС, а в ноябре 1956 года — в члены КПСС. Окончил Университет марксизма-ленинизма Ижевского (Устиновского) городского комитета (горкома) КПСС.
С 1958 года, после успешного окончания аспирантуры — в Ижевском сельскохозяйственном институте (ИжСХИ, ИСХИ):
- преподаватель
- с августа 1958 года по сентябрь 1959 года — доцент кафедры «Технология металлов и сопротивление материалов»
- 1959 году — защитил кандидатскую диссертацию по теме: «Исследование магнитопроводов электромагнитных семеочистительных машин с целью повышения эффективности их работы» присвоена учёная степень — кандидат технических наук, так же был избран заведующим только что образованной кафедры «Электрификация и механизация животноводческих ферм», возглавлял кафедру до 1965 года
- 1961 году — присвоено учёное звание — доцента по кафедре «Электрификация сельскохозяйственного производства и механизация животноводческих ферм»[5]
- 1963 году — назначен проректором по учебной работе ИжСХИ, организатор студенческих строительных отрядов (ССО) в вузе, в том числе и ССО «Механизатор»
- с 1977 года — заведующий кафедрой «Электрификация сельского хозяйства»
- с 1982 года — заведующий кафедрой «Автоматизированный электропривод»
- 1985 году — присвоено учёное звание — профессор по кафедре «Электрификация сельского хозяйства»[5]
- с 1988 года — ректор Ижевского сельскохозяйственного института, а позже Ижевской государственной сельскохозяйственной академии (ИжГСХА)
- с 2001 года — заведующий кафедрой «Автоматизированный электропривод» ФГОУ ВПО Ижевская ГСХА

За заслуги в развитии сельского хозяйства России Фокин В. В. награждён многими знаками отличия.
Умер 29 сентября 2005 года, похоронен в городе Ижевске.

## Семья
- отец — Фокин Василий Михайлович
- мать — Фокина, Лидия Ивановна
- жена — Фокина, М. И.

## Знаки отличия (года)
- Учёное звание — профессор (1985);
- Учёная степень — кандидат технических наук (1959);
- Орден Трудового Красного Знамени (1971);
- Медаль «В ознаменование 100-летия со дня рождения Владимира Ильича Ленина»
- Медаль «Ветеран труда»
- Медаль «В память 250-летия Ленинграда»
- серебряная медаль ВДНХ СССР (1988);
- золотая медаль ВДНХ СССР (1990);
- «Заслуженный деятель науки Удмуртской Республики» (1991);
- Почётный работник высшего профессионального образования Российской Федерации (1998);
- «Заслуженный работник сельского хозяйства Российской Федерации» (Указ Президента России № 906, от 7 сентября 1995 года)[6];
- нагрудный знак «Отличник гражданской обороны СССР»
- значок «Готов к труду и обороне СССР»
- почётные грамоты

## Патенты
- № 2283374, установка непрерывного действия для пропаривания в поле свч с предварительным ультразвуковым замачиванием стеблей льна-долгунца (изобретение относится к первичной переработке льна, в частности к установкам для получения тресты)[7];
- № 2278338, установка с комбинированным энергоподводом для непрерывной сублимационной сушки термолабильных материалов (изобретение относится к сушильной технике, в частности к технике сублимационной сушки термолабильных материалов)[7];
- Pat. 219641 Австралия (совместный)
- Pat. 2150043 B GB Великобритания (совместный)
- Pat. DE 3342765 С2 ФРГ (совместный)